# Louis Barès
Louis Barès (* 12. Juli 1930 in Milhas) ist ein ehemaliger französischer Radrennfahrer.

## Sportliche Laufbahn
Barès war im Straßenradsport aktiv. Als Amateur gewann er 1953 die Route de France mit einem Etappensieg vor René Desmet. Von 1953 bis 1957 war er Unabhängiger und Berufsfahrer. 1954 siegte er in der Tour du Lot-et-Garonne. Er gewann Etappen in der Tour de Champagne 1955 und in der Tour de l’Aude 1957.
In der Tour de France 1953 kam er nicht ins Ziel. Auch die Tour de Suisse 1953 beendete er nicht.